# Чукха
Чукха (на дзонгкха: སྤ་རོ་རྫོང་ཁག) е един от 20-те окръга на Бутан. Населението му е 68 966 жители (по преброяване от май 2017 г.), а площта 1880 кв. км. Намира се в часова зона UTC+6. Окръгът е търговският и финансов център на страната.